# サンジョヴェーゼ
サンジョヴェーゼ（イタリア語: Sangiovese）は赤ワイン用のブドウ品種。イタリアでは最も多く栽培されている品種である。

## 概要
イタリア全土で愛される黒ブドウ品種であり、なかでもトスカーナ州はイタリア国内最大のサンジョヴェーゼ栽培地である。
亜種（クローン）が非常に多い品種であり、14種類以上あるといわれる。亜種によっては、皮の色が異なったり、果実味が豊かでフレッシュな品種もあれば、長期熟成に向く重厚な品種もある。

## 名称
サンジョヴェーゼという名前の最古の記録は、農学者であるGiovan Vettorio Soderiniの死後に出版された著作の中であり、1600年のことである。名前は「ジュピターの血」を意味するsanguis Jovisであると言われている。
トスカーナでも、モンタルチーノ地区ではブルネッロ（Brunello）、モンテプルチアーノ地区ではプルニョーロ・ジェンティーレ（Prugnolo Gentile）、スカンサーノ地区ではモレッリーノ（Morellino）と呼ばれる。また、フランスのコルスではニエルッキオ（Niellucciu）と呼ばれる。

## 関連する品種
長らくトスカーナが起源であると考えられてきたが、2004年に行われたDNA解析により、現在でもトスカーナで補助的に用いられるチリエジョーロと、カラブリア州原産のカラブレーゼ・ディ・モンテヌオーヴォの交配によって産まれたと分かった。
サンジョベーゼは突然変異を起こしやすい品種であり、多数のクローンが存在する。大別すると、果実が大きく力強いワインとなるサンジョベーゼ・グロッソと、果実が小さく軽やかなワインができるサンジョベーゼ・ピッコロの2系統がある。
イタリア南部で栽培されているフラッパート、ガリオッポ、ネレッロ・マスカレーゼなど、いくつかの品種の親であると考えられている。

## 栽培

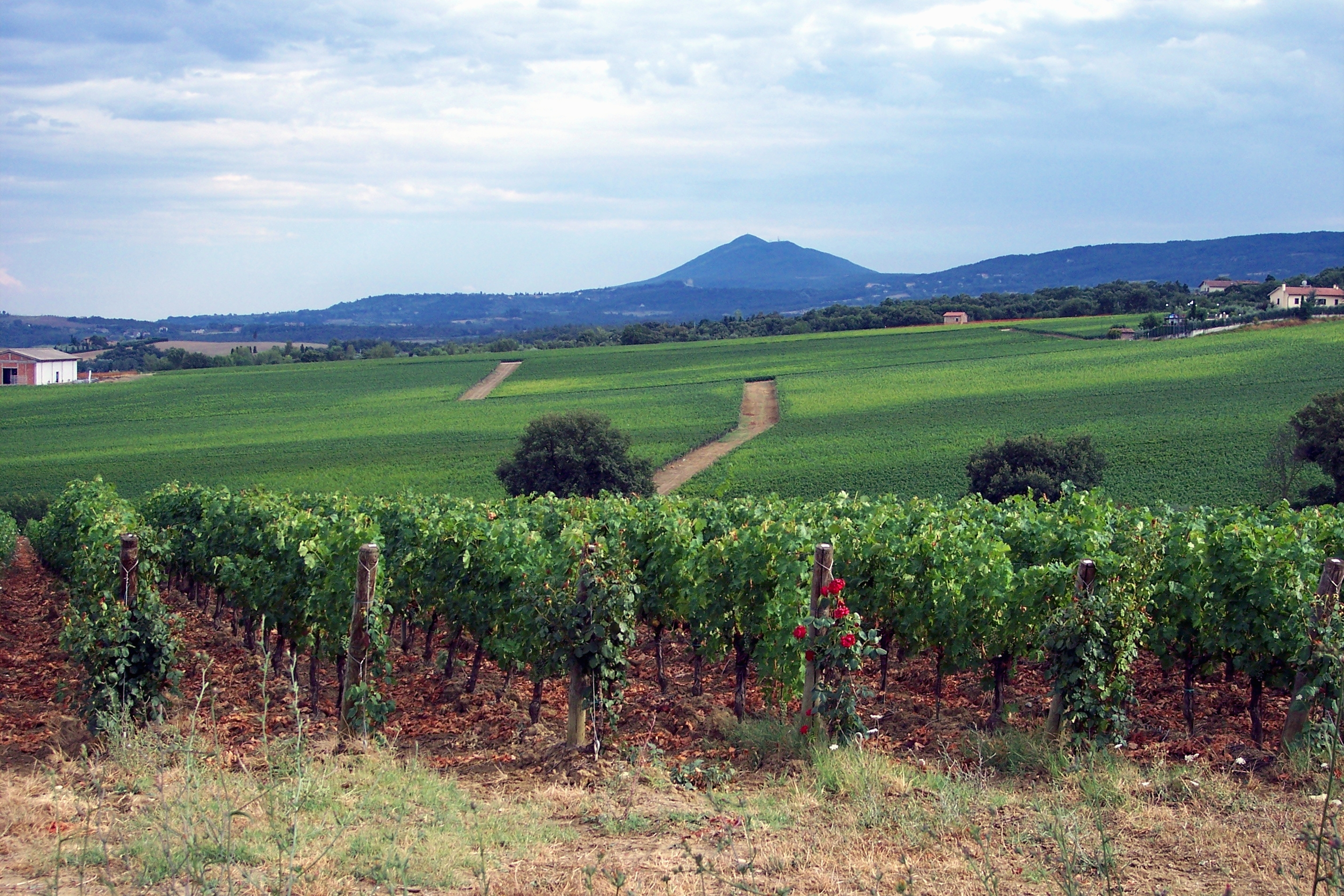
トスカーナ州、ヴァル・ドルチャのブドウ畑にサンジョヴェーゼが植えられている。遠くにはアミアタ山が見える。

晩生の品種であり、生育期に温暖な気候であることが求められる。標高が低い地域では温暖な気候によりボリュームのあるワインができ、標高の高い地域では寒暖差が大きいために繊細なワインになる傾向がある。晩生ではあるが芽吹きが早いため、霜害や収穫期の降雨などのリスクがある。
粘土石灰質の土壌によく適合する。特に、キアンティ・クラシコ地区やモンタルチーノに発達するガレストロと呼ばれる泥灰土からは優れたワインが産出される。

## 生産地域
ワイン用ブドウ品種としては2010年において栽培面積が世界13位であったが、そのほとんどがイタリアに集中している。特にイタリア中部を代表する品種として知られており、2021年におけるイタリア国内での栽培面積は67,634ヘクタールとイタリアで最も栽培面積が大きい品種である。近年ではアメリカやオーストラリアなどの新興国でも栽培が広がっている。

### イタリア

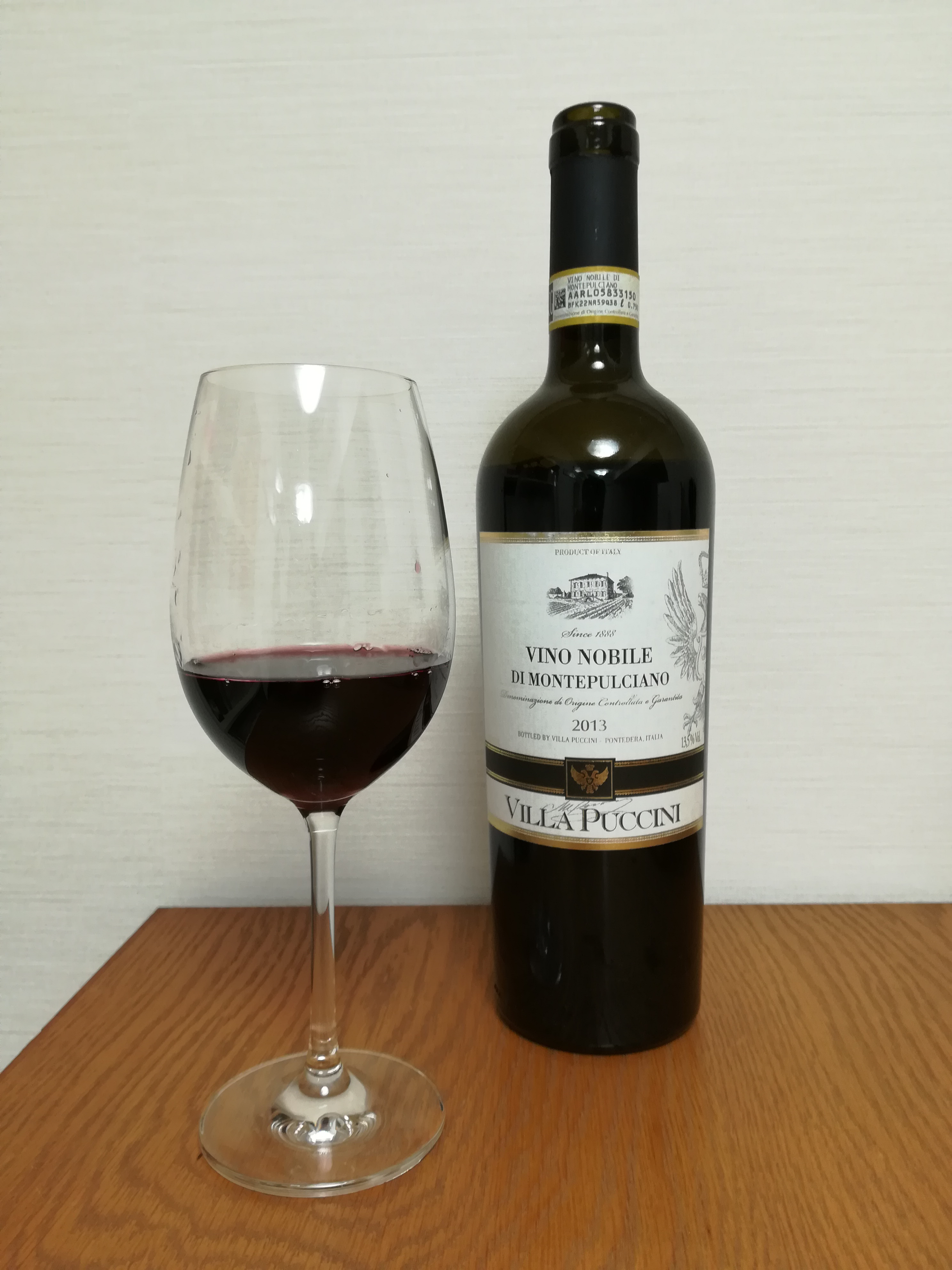
ヴィーノ・ノービレ・ディ・モンテプルチアーノ。サンジョヴェーゼのクローンであるプルニョーロ・ジェンティーレから造られる。

トスカーナ州は生産量の9割程度が赤ワインであるが、そのなかにはキアンティやブルネッロ・ディ・モンタルチーノといったサンジョベーゼを主体としたD.O.C.Gが多く存在する。キアンティはシエナ周辺の広い地域で造られ、サンジョベーゼを70％以上使用する必要があるが、伝統的な地域だけが表示を許されるキアンティ・クラシコではサンジョベーゼを80％以上使用する必要がある。ブルネッロ・ディ・モンタルチーノはモンタルチーノ地区で造られるワインである。この地域ではサンジョベーゼをブルネッロと呼ぶが、ブルネッロ・ディ・モンタルチーノではブルネッロを100%を使用し、長期熟成に向いた高品質なワインが生産される。スーパー・タスカンはイタリアのワイン法にとらわれずにトスカーナ地方で優れたワインを造る動きであるが、サンジョベーゼとカベルネ・ソーヴィニヨンなどのフランス系品種のブレンドが行われることが多い。
トスカーナ州周辺のエミリア・ロマーニャ州やウンブリア州、マルケ州、ラツィオ州などでも広く栽培されている。

### フランス
コルスは18世紀までジェノバ領であった影響でイタリアの文化的影響が強いこともあり、コルスで最も多く栽培されているのはサンジョベーゼである。コルスではニエルッキオと呼ばれており、コルスの栽培面積の35％を占める。

### その他の地域

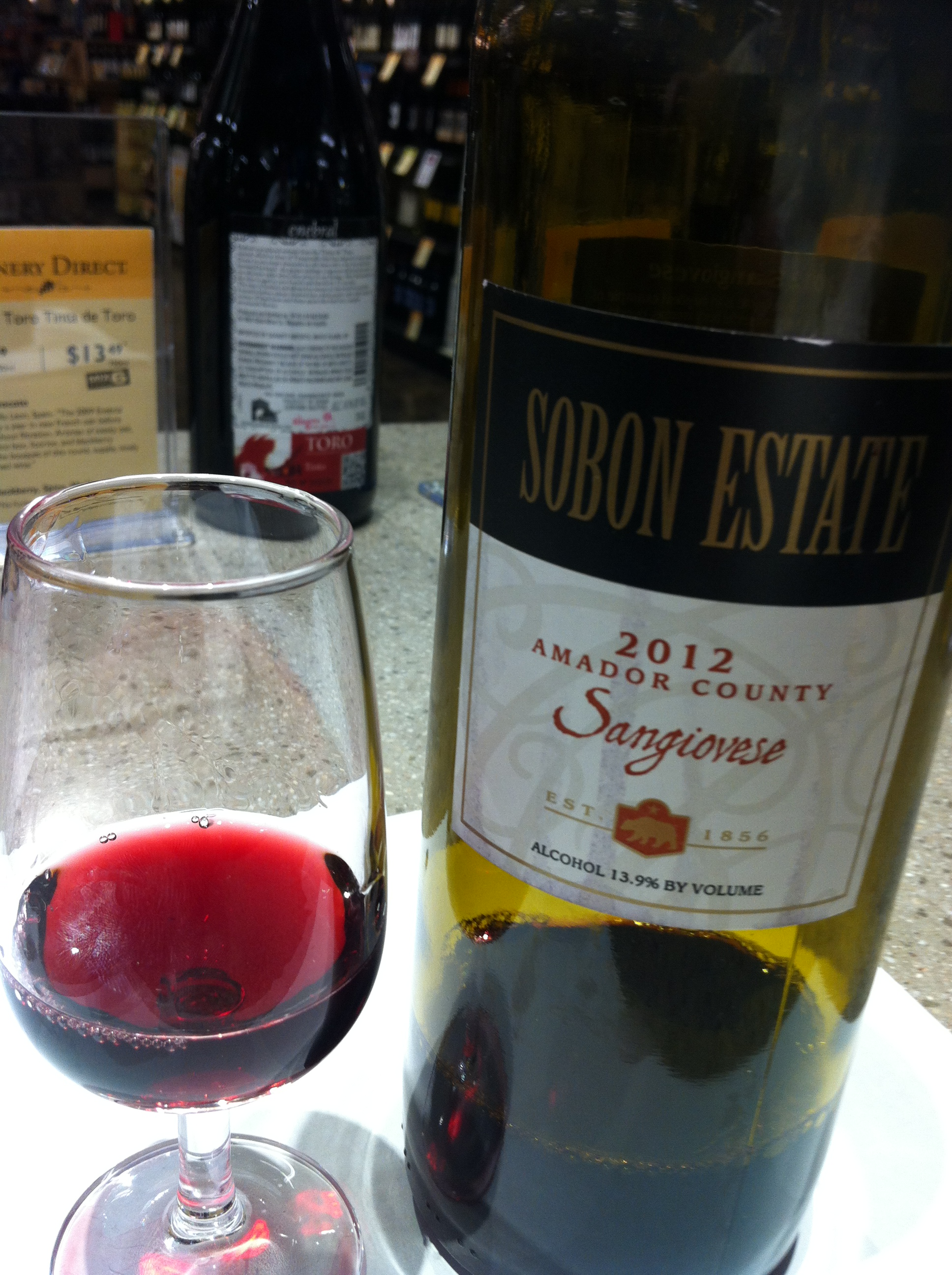
カリフォルニア州アマドール群で造られたサンジョヴェーゼのワイン。

イタリア系移民の多いアルゼンチン、カリフォルニア、オーストラリアなどにはサンジョベーゼが持ち込まれている。

## ワインのスタイル
産出されるワインはカジュアルなものから重厚な高品質ワインまで幅広い。色調は中程度であり、チェリーやプラムなどの果実やスミレ、ハーブなどの香りがあるとされる。料理との組み合わせとしては、トマトとの相性が良いと言われている。